# Orcs Must Die!
Orcs Must Die! is een third-person strategie-torenverdedigingspel ontwikkeld door Robot Entertainment en uitgegeven door Microsoft Game Studios. Het spel is uitgebracht op 5 oktober 2011 voor de Xbox 360 en op 12 oktober 2011 voor Microsoft Windows en voor de Mac.

## Minimum systeemvereisten
- Besturingssysteem: Windows XP, Vista of 7
- Processor: 2 GHz Dual Core
- Geheugen: 2 GB RAM
- Videokaart: NVIDIA GeForce 6800 of ATI Radeon x1950 of beter met 256 MB VRAM
- DirectX®: DirectX 9.0c
- Harde schijf: 5 GB hardeschijfruimte

## Ontvangst
| Beoordeeld door    | Platform | Datum            | Score |
| ------------------ | -------- | ---------------- | ----- |
| Ironhammers        | Windows  | 12 oktober 2011  | 100%  |
| IGN                | Xbox 360 | 5 oktober 2011   | 90%   |
| Splitkick          | Xbox 360 | 5 oktober 2011   | 90%   |
| Destructoid        | Xbox 360 | 5 oktober 2011   | 85%   |
| Mana Pool          | Windows  | 28 december 2011 | 82%   |
| newbreview.com     | Windows  | 15 december 2011 | 80%   |
| XboxFrance         | Xbox 360 | 13 oktober 2011  | 80%   |
| newbreview.com     | Xbox 360 | 15 december 2011 | 80%   |
| GameSpot           | Windows  | 13 oktober 2011  | 75%   |
| Eurogamer.net (GB) | Xbox 360 | 14 oktober 2011  | 70%   |